# Barletta Calcio Sport 1991-1992
Questa voce raccoglie le informazioni riguardanti il Barletta Calcio Sport nelle competizioni ufficiali della stagione 1991-1992.

## Stagione
Il Barletta Calcio Sport affronta la Serie C1 dopo le quattro stagioni in Serie B, e riesce a ottenere la salvezza a fine stagione.

## Organigramma societario
Area direttiva
- Amministratore unico: Stefano Laera
- Direttore amministrativo: Stefano Di Cosola

Area organizzativa
- Segretario generale: Piero Doronzo
- Team Manager: Renzo Castagnini

Area tecnica
- Direttore sportivo: Domenico Gambetti
- Allenatore: Salvatore Bianchetti
- Allenatore in 2^: Vincenzo Antezza

Area sanitaria
- Medico sociale: Vito Lattanzio
- Massaggiatore: Sebastiano Lavecchia

## Rosa
| N. |                   | Ruolo | Calciatore          |
| -- | ----------------- | ----- | ------------------- |
|    | Italia (bandiera) | P     | Mauro Bacchin       |
|    | Italia (bandiera) | P     | Vincenzo Marinacci  |
|    | Italia (bandiera) | D     | Tiberio Baroni      |
|    | Italia (bandiera) | D     | Antonino Di Dio     |
|    | Italia (bandiera) | D     | Giuseppe Fornaciari |
|    | Italia (bandiera) | D     | Luigi Martinelli    |
|    | Italia (bandiera) | D     | Paolo Petitti       |
|    | Italia (bandiera) | D     | Paolo Scotti        |
|    | Italia (bandiera) | D     | Paolo Todone        |
|    | Italia (bandiera) | C     | Pierangelo Avanzi   |
|    | Italia (bandiera) | C     | Matteo Baghino      |
|    | Italia (bandiera) | C     | Gaetano Beninato    |

| N. |                   | Ruolo | Calciatore             |
| -- | ----------------- | ----- | ---------------------- |
|    | Italia (bandiera) | C     | Davide Bolognesi       |
|    | Italia (bandiera) | C     | Odoacre Chierico       |
|    | Italia (bandiera) | C     | Antonio Di Gennaro     |
|    | Italia (bandiera) | C     | Ulisse Di Pietro       |
|    | Italia (bandiera) | C     | Vincenzo Lanotte       |
|    | Italia (bandiera) | C     | Massimiliano Maddaloni |
|    | Italia (bandiera) | C     | Giuseppe Orecchia      |
|    | Italia (bandiera) | C     | Andrea Vascotto        |
|    | Italia (bandiera) | A     | Andrea Deflorio        |
|    | Italia (bandiera) | A     | Roberto Del Lama       |
|    | Italia (bandiera) | A     | Giacomo Galli          |
|    | Italia (bandiera) | A     | Gianni Matticari       |

## Risultati

### Serie C1 Girone B

#### Girone di andata
| Barletta 15 settembre 1991, ore 16:00 CEST 1ª giornata | Barletta           | 2 – 1 | Catania | Stadio Comunale\| Arbitro: \| Tombolini (Ancona) \| |
| Arbitro:                                               | Tombolini (Ancona) |       |         |                                                     |

| Nola 22 settembre 1991 2ª giornata | Nola                                          | 0 – 0 | Barletta | Stadio Comunale Piazza d'Armi (2000 spett.)\| Arbitro: \| Emilio Pellegrino (Barcellona Pozzo di Gotto) \| |
| Arbitro:                           | Emilio Pellegrino (Barcellona Pozzo di Gotto) |       |          | |

| Barletta 29 settembre 1991, ore 15:00 CET 3ª giornata | Barletta         | 0 – 0 | Virtus Casarano | Stadio Comunale\| Arbitro: \| Branzoni (Pavia) \| |
| Arbitro:                                              | Branzoni (Pavia) |       |                 |                                                   |

| Arbitro: | D'Agostini (Roma 1) |

|               |           |               |
| Carlone 90+1’ | Marcatori | 13’ Matticari |

| Arbitro: | Treossi (Forlì) |

|  |           |             |
|  | Marcatori | 51’ Dal Prà |

| Acireale 20 ottobre 1991, ore 14:30 CET 6ª giornata | Acireale           | 1 – 1 | Barletta | Stadio Comunale\| Arbitro: \| Curotti (Piacenza) \| |
| Arbitro:                                            | Curotti (Piacenza) |       |          |                                                     |

| Arbitro: | Bizzotto (Castelfranco Veneto) |

|  |           |            |
|  | Marcatori | 30’ Baroni |

| Arbitro: | Rausa (Cosenza) |

|                |           |           |
| 90+2’ Deflorio | Marcatori | 30’ Zauli |

| Siracusa 17 novembre 1991, ore 14:30 CET 9ª giornata | Siracusa         | 0 – 0 | Barletta | Stadio Nicola De Simone\| Arbitro: \| Nucini (Bergamo) \| |
| Arbitro:                                             | Nucini (Bergamo) |       |          |                                                           |

| Barletta 24 novembre 1991, ore 14:30 CET 10ª giornata | Barletta        | 1 – 1 | Ternana | Stadio Comunale\| Arbitro: \| Braschi (Prato) \| |
| Arbitro:                                              | Braschi (Prato) |       |         |                                                  |

| Arbitro: | Gregori (Piacenza) |

|                |           |                        |
| Falaguerra 38’ | Marcatori | 42’ Baroni 71’ Lanotte |

| Barletta 8 dicembre 1991, ore 14:30 CET 12ª giornata | Barletta           | 0 – 0 | Licata | Stadio Comunale\| Arbitro: \| Pacifici (Bologna) \| |
| Arbitro:                                             | Pacifici (Bologna) |       |        |                                                     |

| Reggio Calabria 15 dicembre 1991, ore 14:30 CET 13ª giornata | Reggina         | 1 – 0 | Barletta | Stadio Comunale\| Arbitro: \| Ferro (Firenze) \| |
| Arbitro:                                                     | Ferro (Firenze) |       |          |                                                  |

| Barletta 22 dicembre 1991, ore 14:30 CET 14ª giornata | Barletta          | 0 – 0 | Monopoli | Stadio Comunale\| Arbitro: \| Capraro (Cassino) \| |
| Arbitro:                                              | Capraro (Cassino) |       |          |                                                    |

| Chieti 29 dicembre 1991, ore 14:30 CET 15ª giornata | Chieti                    | 1 – 0 | Barletta | Stadio Guido Angelini\| Arbitro: \| Marchese (Frattamaggiore) \| |
| Arbitro:                                            | Marchese (Frattamaggiore) |       |          |                                                                  |

| Barletta 12 gennaio 1992, ore 14:30 CET 16ª giornata | Barletta         | 1 – 1 | Sambenedettese | Stadio Comunale\| Arbitro: \| Pontani (Genova) \| |
| Arbitro:                                             | Pontani (Genova) |       |                |                                                   |

| Arbitro: | Moretti (Milano) |

|                                         |           |                                        |
| Di Carlo 25’ Fusci 43’ Dossena 80’, 89’ | Marcatori | 69’ (rig.) Matticari 87’ (aut.) Giunti |

#### Girone di ritorno
| Catania 26 gennaio 1992, ore 14:30 CET 18ª giornata | Catania             | 1 – 0 | Barletta | Stadio Cibali\| Arbitro: \| Minotti (Frosinone) \| |
| Arbitro:                                            | Minotti (Frosinone) |       |          |                                                    |

| Arbitro: | Domenico Ambrosio (Como) |

|                            |           |                           |
| Davide Bolognesi 3’ (rig.) | Marcatori | 41’ (rig.) Adolfo Sormani |

| Casarano 16 febbraio 1992, ore 15:00 CET 20ª giornata | Virtus Casarano | 0 – 0 | Barletta | Stadio Giuseppe Capozza\| Arbitro: \| Palerna \| |
| Arbitro:                                              | Palerna         |       |          |                                                  |

| Arbitro: | Fiori (Ravenna) |

|              |           |               |
| Bolognesi 6’ | Marcatori | 5’ Insanguine |

| Arbitro: | Nepi (Ascoli Piceno) |

|             |           |  |
| Fratena 38’ | Marcatori |  |

| Barletta 8 marzo 1992, ore 15:00 CET 23ª giornata | Barletta | 0 – 0 | Acireale | Stadio Comunale |

| Barletta 15 marzo 1992, ore 15:00 CET 24ª giornata | Barletta         | 2 – 0 | Giarre | Stadio Comunale\| Arbitro: \| Branzoni (Pavia) \| |
| Arbitro:                                           | Branzoni (Pavia) |       |        |                                                   |

| Fano 22 marzo 1992, ore 15:00 CET 25ª giornata | Fano     | 1 – 2 | Barletta | Stadio Raffaele Mancini\| Arbitro: \| Genovese \| |
| Arbitro:                                       | Genovese |       |          |                                                   |

| Arbitro: | Lana (Torino) |

|              |           |            |
| Deflorio 43’ | Marcatori | 59’ Didonè |

| Terni 12 aprile 1992, ore 16:00 CEST 27ª giornata | Ternana | 2 – 0 | Barletta | Stadio Libero Liberati\| Arbitro: \| Casoli \| |
| Arbitro:                                          | Casoli  |       |          |                                                |

| Arbitro: | Pellegatta (Collegno) |

|               |           |              |
| Di Gennaro 5’ | Marcatori | 50’ Ferrante |

| Licata 26 aprile 1992, ore 16:00 CEST 29ª giornata | Licata   | 0 – 0 | Barletta | Stadio Dino Liotta\| Arbitro: \| D'Errico \| |
| Arbitro:                                           | D'Errico |       |          |                                              |

| Barletta 3 maggio 1992, ore 16:00 CEST 30ª giornata | Barletta           | 2 – 1 | Reggina | Stadio Comunale\| Arbitro: \| Gregori (Piacenza) \| |
| Arbitro:                                            | Gregori (Piacenza) |       |         |                                                     |

| Monopoli 10 maggio 1992, ore 16:00 CEST 31ª giornata | Monopoli          | 0 – 0 | Barletta | Stadio Vito Simone Veneziani\| Arbitro: \| Capraro (Cassino) \| |
| Arbitro:                                             | Capraro (Cassino) |       |          |                                                                 |

| Barletta 17 maggio 1992, ore 16:00 CEST 32ª giornata | Barletta | 1 – 1 | Chieti | Stadio Comunale |

| San Benedetto del Tronto 24 maggio 1992, ore 16:00 CEST 33ª giornata | Sambenedettese | 2 – 1 | Barletta | Stadio Riviera delle Palme\| Arbitro: \| Pin \| |
| Arbitro:                                                             | Pin            |       |          |                                                 |

| Arbitro: | Pellegrino (Barcellona Pozzo di Gotto) |

|                |           |           |
| Di Gennaro 47’ | Marcatori | 5’ Traini |

### Coppa Italia

#### Primo Turno
| Arbitro: | Collina (Bologna) |

|               |           |  |
| Bertarelli 9’ | Marcatori |  |

| Arbitro: | De Angelis (Civitavecchia) |

|  |           |               |
|  | Marcatori | 64’ Tovalieri |

### Coppa Italia Serie C

#### Sedicesimi di finale
| Barletta 20 novembre 1991 Andata | Barletta | 2 – 1 | Trani | Stadio Comunale |

| Trani 11 dicembre 1991 Ritorno | Trani | 3 – 1 | Barletta | Stadio Comunale |

## Statistiche

### Statistiche di squadra
| Competizione         | Punti | In casa | In casa | In casa | In casa | In casa | In casa | In trasferta | In trasferta | In trasferta | In trasferta | In trasferta | In trasferta | Totale | Totale | Totale | Totale | Totale | Totale | DR |
| Competizione         | Punti | G       | V       | N       | P       | Gf      | Gs      | G            | V            | N            | P            | Gf           | Gs           | G      | V      | N      | P      | Gf     | Gs     | DR |
| -------------------- | ----- | ------- | ------- | ------- | ------- | ------- | ------- | ------------ | ------------ | ------------ | ------------ | ------------ | ------------ | ------ | ------ | ------ | ------ | ------ | ------ | -- |
| Serie C1             | 32    | 17      | 3       | 13      | 1       | 15      | 12      | 17           | 3            | 7            | 7            | 10           | 16           | 34     | 6      | 20     | 8      | 25     | 28     | -3 |
| Coppa Italia         |       | 1       | 0       | 0       | 1       | 0       | 1       | 1            | 0            | 0            | 1            | 0            | 1            | 2      | 0      | 0      | 2      | 0      | 2      | -2 |
| Coppa Italia Serie C |       | 1       | 1       | 0       | 0       | 2       | 1       | 1            | 0            | 0            | 1            | 1            | 3            | 2      | 0      | 0      | 2      | 3      | 4      | -1 |
| Totale               | -     | 19      | 4       | 13      | 2       | 17      | 14      | 19           | 3            | 7            | 9            | 11           | 20           | 38     | 6      | 20     | 12     | 28     | 34     | -6 |

### Statistiche dei giocatori
| Giocatore     | Serie C1 | Serie C1 | Coppa Italia | Coppa Italia | Coppa Italia Serie C | Coppa Italia Serie C | Totale   | Totale |
| Giocatore     | Presenze | Reti     | Presenze     | Reti         | Presenze             | Reti                 | Presenze | Reti   |
| ------------- | -------- | -------- | ------------ | ------------ | -------------------- | -------------------- | -------- | ------ |
| P. Avanzi     | 12       | 0        | 0            | 0            | ?                    | ?                    | 12+      | 0+     |
| M. Bacchin    | 34       | - 28     | 2            | - 2          | ?                    | ?                    | 36+      | 0+     |
| M. Baghino    | 5        | 0        | 0            | 0            | ?                    | ?                    | 5+       | 0+     |
| T. Baroni     | 23       | 2        | 2            | 0            | ?                    | ?                    | 25+      | 2+     |
| G. Beninato   | 15       | 0        | 0            | 0            | ?                    | ?                    | 15+      | 0+     |
| D. Bolognesi  | 28       | 3        | 2            | 0            | ?                    | ?                    | 30+      | 3+     |
| O. Chierico   | 0        | 0        | 0            | 0            | ?                    | ?                    | 0+       | 0+     |
| A. Deflorio   | 26       | 2        | 2            | 0            | ?                    | ?                    | 28+      | 2+     |
| R. Del Lama   | 3        | 0        | 2            | 0            | ?                    | ?                    | 5+       | 0+     |
| A. Di Dio     | 17       | 0        | 0            | 0            | ?                    | ?                    | 17+      | 0+     |
| A. Di Gennaro | 28       | 3        | 0            | 0            | 0                    | 0                    | 28       | 3      |
| U. Di Pietro  | 20       | 0        | 2            | 0            | ?                    | ?                    | 22+      | 0+     |
| G. Fornaciari | 33       | 2        | 2            | 0            | ?                    | ?                    | 35+      | 2+     |
| G. Galli      | 6        | 0        | 2            | 0            | ?                    | ?                    | 8+       | 0+     |
| V. Lanotte    | 30       | 1        | 2            | 0            | ?                    | ?                    | 32+      | 1+     |
| M. Maddaloni  | 30       | 1        | 2            | 0            | ?                    | ?                    | 32+      | 1+     |
| V. Marinacci  | 0        | 0        | 0            | 0            | ?                    | ?                    | 0+       | 0+     |
| L. Martinelli | 31       | 1        | 1            | 0            | ?                    | ?                    | 32+      | 1+     |
| G. Matticari  | 32       | 8        | 0            | 0            | ?                    | ?                    | 32+      | 8+     |
| G. Orecchia   | 0        | 0        | 0            | 0            | ?                    | ?                    | 0+       | 0+     |
| P. Petitti    | 31       | 0        | 2            | 0            | ?                    | ?                    | 33+      | 0+     |
| P. Scotti     | 32       | 0        | 2            | 0            | ?                    | ?                    | 34+      | 0+     |
| P. Todone     | 3        | 0        | 0            | 0            | ?                    | ?                    | 3+       | 0+     |
| A. Vascotto   | 2        | 0        | 2            | 0            | ?                    | ?                    | 4+       | 0+     |